# Canal 9 (Costa Rica)
Canal 9 de Costa Rica más conocido como Multivisión Canal 9 es un canal de televisión privada, con una programación variada. Originalmente transmitió en señal analógica y desde agosto de 2019 lo realiza en formato digital TDT  como canal 9.01.
Sus emisiones iniciaron oficialmente el 17 de octubre de 2011 a las 19.00h presentado por el periodista Freddy Serrano, la presentadora Annelise Scholl, entre otros. Su primera sede se encontraba en el oficentro Zürcher en la entrada de Santa Ana.
Las actuales instalaciones de la Televisora se ubican en Plaza Colonial, en Escazú. Su transmisor principal en el Volcán Irazú .(Caseta 20).Cuentan con dos repetidoras en El Cerro de la Muerte y en el Cerro Monteverde.

## Historia
La frecuencia de Canal 9, bajo el nombre de Tic Tac Canal 9, comenzó a transmitir el 12 de abril de 1962. Funcionaba solo los domingos. día libre de los empleados de canal 7. Tiempo después fue adquirido por el Ingeniero eléctrico Arnoldo Vargas Vargas. El 9 fue la segunda televisora que vio la luz en Costa Rica.
Dos años más tarde, en 1964, Arnoldo Vargas adquirió el canal 4, convirtiéndose Canal 9 en repetidora del 4 hasta septiembre de 1994 cuando Canal 9 fue alquilado y pasó a formar parte de la cadena Repretel. Con la compra del Canal 4 en el año 2000, esta empresa devuelve al finalizar el contrato de alquiler, el canal a la familia Vargas. En 2004 se relanzó el canal y se llamó Spectamérica, hasta ser adquirida por el grupo As Media de México en 2008, y salir al aire el 17 de octubre de 2011.
En mayo de 2015 según algunos medios digitales, el canal fue presuntamente adquirido por la multinacional guatemalteca-mexicana-estadounidense de medios Albavisión, en paquete junto con el Canal 12 de El Salvador, dicha información ya fue desmentida por la empresa Repretel, quien aseguró que "Repretel no ha adquirido, no tiene interés, ni adquirirá Canal 9". Repretel si adquiere vehículos, cámaras y equipos técnicos del canal. 
As Media se mantuvo hasta el 25 de septiembre del 2015, cuando despidió a todo su personal y clausuró todos sus programas, entre los que estaba el "Noticiero Hoy" y la revista matutina "Su mañana".
Desde el 1º de febrero del 2016, Canal 9 Costa Rica está de nuevo bajo dirección de la familia Vargas, y el canal es operado por una microempresa nacional denominada Multivisión Televisión. Entre los programas que tiene su actual programación, destacan programas de la antigua administración: "El camino antiguo","La lista de Erick" de Russia Today, "Candy Candy", "¡Que videos!", "Hacienda TV", películas del canal mexicano Az Cinema, programas de la Universidad Estatal a Distancia y documentales de la Fundación Albatros Media, combinando con producción nacional independiente, el canal no opera las 24 horas iniciando transmisiones todos los días a las 11am y cerrando a las 11 pm. En el año 2023 la mayoría de la programación son videos musicales, programas de la Universidad Nacional y el programa Camino Antiguo. Se trasladaron de instalaciones en Escazú.

## Programación

### Nacionales
- Gentes y Paisajes (Teletica)
- Punto y Coma (UNED)
- Umbrales (UNED)
- Beats
- Viviana en tu cocina
- ¡Que videos! (As Media)
- La familia Mena Mora (Repretel)
- Zambü
- Costa Rica Tesoro Natural
- Hits 9
- Descubramos Costa Rica
- Hacienda TV (Destinos TV)
- En caso de emergencia
- Sin escalas
- Bienestar de oro (ZTV de CoopeAlfaroRuiz)
- Biografías con Álvaro Gamboa
- Las aventuras de Emeterio (Repretel)
- Desde el aire
- Mujeres de hierro
- La Coope (ZTV)
- San Buenaventura

### Internacionales
- Nuestra América (Fundación Albatros Media)
- Energía viviendo al límite (Fundación Albatros Media)
- Agua en tiempos de sed (Fundación Albatros Media)
- Andes secretos (Fundación Albatros Media)
- El camino antiguo
- La lista de Erick (Russia Today).
- Tecnología de punta (Russia Today).
- Candy Candy